# دیوید بویی (آلبوم ۱۹۶۹)
دیوید بویی (انگلیسی: David Bowie؛ که معمولاً به‌نام شگفتی فضا شناخته می‌شود) دومین آلبوم استودیویی دیوید بویی، موسیقی‌دان انگلستانی است. پس از شکست تجاری نخستین آلبوم خود با همین عنوان در ۱۹۶۷، بویی یک منیجر جدید به نام کنت پیت به‌دست‌آورد که به امید گسترش مخاطبان این هنرمند یک فیلم تبلیغاتی سفارش کرد. برای این فیلم بویی ترانهٔ جدیدی را با عنوان «شگفتی فضا» نوشت که داستانی دربارهٔ یک فضانورد خیالی بود. این ترانه باعث شد بویی با مرکوری رکوردز که با تأمین مالی تولید آلبوم جدید موافقت کرده بود قرارداد ببندد و پیت برای تهیه‌کنندگی تونی ویسکانتی را استخدام کند. ویسکانتی به دلیل عدم علاقه به این ترانه، در حالی که او بقیه آلبوم را تهیه می‌کرد، انجینر گاس داجن را به تهیه یک ضبط مجدد برای انتشار این ترانه به عنوان تک‌آهنگ لید منصوب کرد.
ضبط آلبوم جدید در ژوئن ۱۹۶۹ آغاز شد و تا اوایل ماه اکتبر در استودیوی ترایدنت در لندن ادامه یافت. این آلبوم شامل حضور مجموعه‌ای از همکاران از جمله هاربی فلاورز، ریک ویکمن، تری کاکس و بند جونیورز آیز است. دیوید بویی از سبک میوزیک هال نخستین آلبوم استودیویی بویی در سال ۱۹۶۷ دوری می‌کند و در عوض ترانه‌های فولک راک و سایکدلیک راک را ارائه می‌هد. از نظر اشعاری، ترانه‌های آلبوم شامل مضامینی هستند که تحت تأثیر حادثه‌هایی که در آن زمان زندگی بویی—از جمله روابط قبلی و جشنواره‌هایی که در آن شرکت کرده—رخ داده‌است. «شگفتی فضا» که در ژوئیه ۱۹۶۹ به عنوان تک‌آهنگ منتشر شد، در اواخر سال در بریتانیا به رتبه پنجم رسید و به نخستین موفقیت تجاری بویی تبدیل شد.